# 台湾长尾鼩
台湾长尾鼩（学名：Episoriculus fumidus），又名台灣煙尖鼠，為鼩鼱科长尾鼩属的动物。分布于台湾等地。该物种的模式产地在台湾阿里山。